# NH농협증권
NH농협증권(엔에이치농협증권, 한국: 016420)은 1982년 11월 고려투자금융(주)으로 설립되었으며 1991년 6월 동아증권(주)으로 상호명이 변경됐고 이 과정에서 증권사로 업종을 전환했다.
그 뒤, IMF와 모그룹인 동아그룹의 위기 탓인지 1998년 7월 홍승캐피탈(현 세종)에 인수되면서 세종증권(주)으로 상호명이 바뀌었으며 2006년 2월 농협중앙회에 인수되어 NH투자증권(주)을 거쳐 2012년 3월 지금의 NH농협증권으로 상호를 변경하였다. 2014년 12월 30일에 우리투자증권과 피흡수합병되어 12월 31일 폐업했다.

## 주요 사업
유가증권 매매, 유가증권 위탁매매, 유가증권 인수, 유가증권매매 중개, 증권저축 등인데 모기업 진로그룹이 1997년 9월 부도를 내면서 재정난으로 어려움을 겪어 온 케이블채널 GTV를 1999년 12월 인수한 동시에 채널명도 세종TV로 변경했다가 다음 해  SDN TV로 채널명이 바뀌었다.
하지만, GTV는 NH농협증권(당시 세종증권)의 모기업이었던 SDN이 금융지주회사 설립을 위해 세종증권과 방송사업을 별도법인으로 분리함에 따라 2001년 1월 법인명과 채널명을 (주)SDNTV와 SDN TV로 재구성했고 당시 채널 소유주였던 김형진 회장의 불미스러운 일  이후  하락세를 겪어오자 2003년 3월에는 김영철 전 대표이사에게 양도된 뒤 5월 상호를 (주)SDNTV에서 (주)지텔레비전으로 변경한 후 그 해 7월 현재의 채널명으로 환원해 재개국했다.